# Chris Pronger
Christopher Robert Pronger (født 10. oktober 1974) er en canadisk tidligere ishockeyforsvarsspiller. Chris Pronger sluttede sin aktive karriere hos NHL-holdet Philadelphia Flyers (2009–2015). Før det spillede han i perioden 1993-1995 for Hartford Whalers, fra 1995 til 2004 for St. Louis Blues, fra 2005 til 2006 for Edmonton Oilers og for 2007–2009 for Anaheim Ducks. I sin første sæson hos Anaheim var han med til at vinde Stanley Cup. I sæsonen 1999–2000 vandt han Hart Trophy som den mest værdifulde spiller, og han var dermed den første forsvarsspiller der vandt prisen, siden Bobby Orr i 1972. 
Pronger deltog ved fire olympiske vinterlege for Canadas ishockeylandshold. Hans første OL var vinter-OL 1998, hvor Canada blev nummer fire, mens holdet ved vinter-OL 2002 vandt guld. I 2006 blev det til en syvendeplads, mens canadierne i hans sidste OL-deltagelse i Vinter-OL 2010 igen blev mestre. Med landsholdet vandt han også VM-titlen i 1997.